# Nagozela
Nagozela ist ein Ort und eine ehemalige Gemeinde (Freguesia) im portugiesischen Kreis Santa Comba Dão. Die Gemeinde hatte 447 Einwohner (Stand 30. Juni 2011).
Am 29. September 2013 wurden die Gemeinden Nagozela und Treixedo zur neuen Gemeinde União das Freguesias de Treixedo e Nagozela zusammengeschlossen.